# Norte Cearense
Norte Cearense è una mesoregione dello Stato del Ceará in Brasile.

## Microregioni
È suddivisa in 8 microregioni:
- Baixo Curu
- Baturité
- Canindé
- Cascavel
- Chorozinho
- Itapipoca
- Médio Curu
- Uruburetama